# Театр в Австралии
Австралийский театр является важной частью австралийской культуры. Театр пришел на континент с первыми поселенцами и развивался благодаря смешению культур аборигенов и англичан, впитав в себя лучшие традиции британских и ирландских театров. Австралийские драматурги и театральные художники имеют свой неповторимый колорит, известный во многих странах с тех пор, как в 1788 году культура нового континента была явлена миру.
В Австралии располагаются известные на весь мир австралийские театральные центры — Сиднейский оперный театр и Национальный институт драматического искусстваангл. Среди ярчайших представителей австралийской театральной сцены следует отметить Сэра Роберта Хелпманаангл, Даму Джоан Сазерленд, Барри Хамфриса и Дэвида Вильямсонаангл, Кейт Бланшетт, Джеффри Раша и Джуди Дэвис.
Неоценимое влияние на австралийский театр оказало корробори — церемониальный танец австралийских аборигенов, история которого уходит далеко в прошлое к первым поселенцам (по оценкам ученых 40,000—60,000 лет назад).

## История
Европейские традиции пришли на континент с первыми поселенцами в 1788 году. Самая первая постановка по пьесе ирландского драматурга Джорджа Фаркера «Офицер-вербовщик» (англ. The Recruiting Officer) была показана в 1789 году заключенными. Двумя столетиями позже история первых австралийских театральных постановок была описана в пьесе Тимберлейка Уэртенбейкера «В нашей стране хорошо» (англ. Our Country's Good), которая рассказывала об издевательствах надзирателей над актерами-заключенными. В основу пьесы был положен роман Томаса Кинели «Разыгрывающий» (англ. The Playmaker).
В 1837 году в Хобарте был открыт Королевский Театр, который является старейшим театром Австралии. Театр был широко известен во всем мире. Сэр Ноэл Кауард назвал его — театром мечты, а Лоренс Оливье лично встал на его защиту, когда в 1940-х здание было под угрозой сноса.
После получения в 1901 году независимости театр в Австралии стал мощным инструментом для обретения национальной самоидентификации. Первой пьесой, ставшей необычайно популярной, была пьеса Стила Рада «Наш выбор» (англ. On Our Selection), 1912 года, рассказывающая о крестьянской семье — пионерах среди первых поселенцев.
В 1904 году в Перте открылся «Театр Его Королевского Величества» (англ. His Majesty's Theatre). Здание является примером так называемой «Австралийской Театральной Архитектуры» периода правления короля Эдуарда VII. В том же стиле в 1924 году было построено здание Сиднейского Столичного Театра (англ. Grand Capitol Theatre), являющееся одним из лучших театральных залов Австралии.
В 1940-х годах Джон Антилл написал музыку для своего знаменитого балета «Корробори», основанного на традиционном австралийском корробори. В течение 1950-х годов труппа с балетом гастролировала по всей Австралии. Во время «Австралийского Королевского Тура» его посмотрела королева Елизавета II. Этот балет был первой успешной попыткой слияния двух культур — западной и традиционной культуры аборигенов, которая до сих пор используется в различных театральных коллективах, таких как «Театр Танца Бангарра» (англ. Bangarra Dance Theatre).
В 1955 году «Юнион Театр» (англ. Union Theatre) пригласил начинающего актера Барри Хамфриса на гастроли по штату Виктория со спектаклем «Двенадцатая ночь». Во время ночных переездов из города в город, пока режиссёр Рэй Лоулер «Двенадцатой ночи» работал над новой пьесой «Лето семнадцатилетней куклы» (англ. Summer of the Seventeenth Doll), Хамфрис развлекал труппу придуманным им самим персонажем — домохозяйкой из пригорода Мельбурна Эдной Эвередж. Впоследствии пьеса Лоулера и персонаж Хамфриса оказали неоценимое влияние на австралийский театр. В пьесе изображались характерные для Австралии типажи. По настоянию Лоулера, в конце 1955 года Хамфрис показал свою Даму Эдну на сцене учебного театра Мельбурнского университета. В 1956 году в Мельбурне должны были состояться Летние Олимпийские игры 1956 года, поэтому Эдна Эвередж рассказала свои соображения по поводу того, как нужно проводить эти игры. Персонаж имел оглушительный успех, а район Мельбурна — Муни Паундс, в котором якобы жила Дама Эдна, прославился на весь мир. Хамфрис покорил Лондонскую сцену, едва ему исполнилось 20 лет, участвуя в знаменитом мюзикле Лайонела Барта «Оливер!» (англ. Oliver!). Персонажи в исполнении Хамфриса — домохозяйка Эдна Эвередж, а позднее и вечно пьяный австралийский атташе по культуре Сэр Лес Паттерсон, были признаны настоящими иконами австралийской театральной сцены, как на родине актера, так и за её пределами, в Вест-Энде и на Бродвее.
Национальный Институт Драматического Искусства был создан в Сиднее в 1958 году. Среди его выпускников — Кейт Бланшетт, Тони Коллетт, Мел Гибсон и Баз Лурманн.
В 1960 году в Мельбурне началось строительство «Культурного Района» (англ. Melbourne Arts Precinct). Его основной частью стал построенный в 1973 году по проекту Роя Граундса «Центр культуры» (англ. Melbourne Arts Centre). В 1982 году в Центре открылся концертный зал «Хамер Холл» (англ. Hamer Hall), а в 1984 году были открыты театральные площадки. В настоящее время Центр культуры является домом для Мельбурнского Театра. На его сценах проходят выступления Мельбурнского Симфонического Оркестра, спектакли Оперы и Балета Австралии, а также выступления театральных коллективов со всего мира.
«Балет Австралии» (англ. The Australian Ballet) — самый известный театр классического балета в Австралии. Основан в 1962 году британской балериной Пегги Ван Прааг, и на сегодняшний день признан одним из основных театров мирового балета. Основная площадка театра располагается в Мельбурне. Репертуар театра представлен как классическими балетами, так и современными постановками хореографов из Австралии и других стран мира. К 2010 году театр представил примерно 200 представлений на лучших площадках Австралии — «Мельбурнский Центр Культуры», «Сиднейская Опера», «Фестивальная Площадка Аделаиды», «Театральный Центр Квинсленда».
В 1970 году в городе Аделаида началось строительство «Фестивальной Площадки» (англ. Adelaide Festival Centre) для проведения Театрального Фестиваля, директором которого стал Сэр Роберт Хелпман.
В 1973 году в Сиднее было построено одно из наиболее известных театральных зданий в мире — здание «Сиднейской Оперы» (англ. Sydney Opera House), которое стало домом для «Оперы Австралии» (англ. Opera Australia), дивой которой является знаменитая Джоан Сазерленд.
В 1978 году открылся один из известнейших театров Австралии — Сиднейский Театр, спектакли которого проходят на «Драматической сцене» Сиднейского Оперного Театра. Театр принес славу таким актерам, как Мел Гибсон, Джуди Дэвис, Хьюго Уивинг, Дэвид Уэнем, и Тони Коллетт. В настоящее время художественными руководителями театра являются оскароносная актриса Кейт Бланшетт и её муж, драматург и режиссёр Эндрю Аптон.
В 1979 году два нищих молодых актера, исполнявших роли в постановке Сиднейского Театра «В ожидании Годо», снимали одну квартиру на двоих. Это были никому не известные Мел Гибсон и Джеффри Раш. Гибсон окончил Национальный Институт Драматического Искусства, где дебютировал на сцене вместе со своей однокурсницей Джуди Дэвис в студенческом спектакле «Ромео и Джульетта». В 1979 году к Гибсону приходит мировая слава после съемок в фильме «Безумный Макс». Раш в 1980-х присоединяется к труппе театра «Маяк» и приобретает репутацию самого востребованного театрального актера Австралии, пока в 1997 году не получает Оскар за Лучшую мужскую роль в фильме «Блеск».
В 1990 году была создана «Шекспировская Труппа Белла» (англ. Bell Shakespeare Company), которая сразу стала пользоваться большим успехом. Мюзиклы Джонни О’Кифа и Питера Алленаангл пользовались огромным успехом. Мюзикл Аллена «The Boy from Oz»англ принес премии Драма Деск и Тони актеру Хью Джекману.
Австралийские драматурги, такие как Дэвид Вильямсонангл, Алан Сэймурангл, Ник Энрайтангл и Джастин Флемингангл часто обращались к темам важным для австралийцев. Так, например, спектакль «Единственный день в году» (англ. The One Day of the Year) по пьесе Алана Сеймура, рассказывает о Дне АНЗАК — памятном дне поражения в Дарданелльской операции. В спектакле «Нджапартжьи Нджапартжьи» (англ. Ngapartji Ngapartji) по пьесе Скотта Рэнкина и Тревора Джемисона рассказывается о воздействии ядерных испытаний в пустыне на народ Пинтжьянтжьятжьяраангл. Спектакль является ярким примером смешения традиционной культуры австралийских аборигенов с греческой, афганской, японской и новозеландской культурой.

## Театральные труппы

### Профессиональные
- «Шекспировская Труппа Белла»
- Театр «Чёрный Лебедь»
- Театр «Берег»
- Театр «Труппа B»
- Театр «Гриффин»
- Музыкальный театр «Кукабара»
- Театр «Ящик»
- Театр «Мама»
- Лейт Уоррен и танцоры
- Театр «Элеватор»
- Мельбурнский Театр
- Театр «Игровая Площадка»
- Квинслендский Театр
- Неугомонная Танцевальная Труппа
- Государственный Театр Южной Австралии
- Сиднейский Театр
- Театр «Двенадцатая Ночь»
- Театр «Тропическое Солнце»
- Театр «Мельница»

### Антрепризы
- Разрушающийся театр
- Театр «Пример»
- Театр «Жёлтая трава»

### Любительские
- Репертуарный Театр Аделаиды
- Брисбенский Театр Искусств
- Труппа Семи Театров
- Театр Юных Актёров
- Независимый Театр
- Музыкальный Театр «PLOS»
- Репертуарный Театр Тувумбы
- Театр-студия Вуллонгонга

### Музыкальные театры
- Камерный Театр

### Цирки
- «Circa», Брисбен
- «Circus Oz»
- Цирк «Кейдж»
- «OzFrank», Брисбен
- «Zen Zen Zo», Брисбен

## Оперные театры
- Австралийский Оперный Театр
- Оперный Театр Квинсленда
- Государственный Оперный Театр Южной Австралии
- Оперный Театр Виктории
- Оперный Театр Западной Австралии
- Оперный Театр «Джей Си Вильямсона»

## Театральное образование
- Национальный Институт Драматического Искусства
- Академия Театрального искусства
- Западно-Австралийская Академия Театрального Искусства
- Колледж Искусств штата Виктория
- Национальный Цирковой Институт
- Колледж Искусств Аделаиды
- Театральный Факультет Университета Флиндерс
- Австралийский Институт Музыки